# Ventilen
Ventilen (eller Ven-til-en) er en frivillig social organisation, der arbejder med ensomhed blandt unge. 
Ventilen har 22 mødesteder og KOMsammen tilbud i 20 danske byer, hvor unge imellem 15 og 30 år, der føler sig ensomme og udenfor, kan komme og møde andre, der har det på samme måde – og finde et frirum, hvor man kan øve sig i at skabe venskaber og netværk. 
Mødestederne er drevet af unge frivillige.
Ventilen arbejder også for at skabe viden og debat om ensomhed blandt unge. I den forbindelse har de blandt andet udgivet antologien, "Der er bare ikke rigtig nogen... – en antologi om unge og ensomhed".